# Styraconyx craticulus
Styraconyx craticulus är en djurart som tillhör fylumet trögkrypare, och som först beskrevs av Pollock 1983.  Styraconyx craticulus ingår i släktet Styraconyx och familjen Halechiniscidae. Inga underarter finns listade i Catalogue of Life.